# Janthina-Bandeule

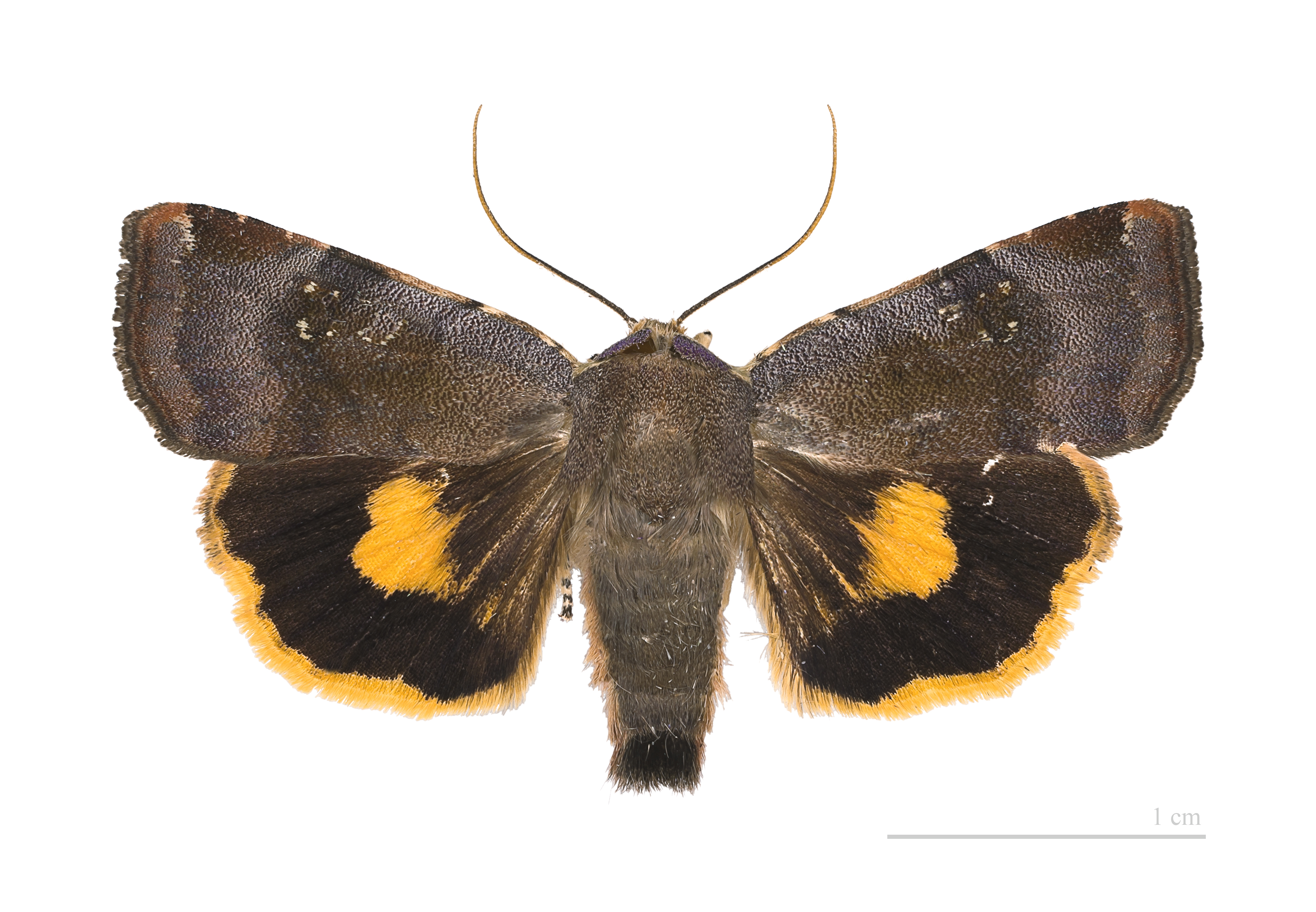
Noctua janthina

Die Janthina-Bandeule (Noctua janthina) ist ein Schmetterling (Nachtfalter) aus der Familie der Eulenfalter (Noctuidae). Die Janthina-Bandeule ist eine von drei Arten des Janthina-Artkomplexes, wobei die Eigenständigkeit der Arten Noctua janthe und Noctua tertia bisher nicht sicher erwiesen ist.

## Merkmale
Die Falter haben einen Flügelspannweite von 36 bis 44 Millimeter; die Männchen sind mit 36 bis 39 Millimeter im Durchschnitt etwas kleiner als die Weibchen (39 bis 44 Millimeter). Die Grundfarbe ist meist Braun mit violettroter Tönung oder im Südosten des Verbreitungsgebietes auch mit lachsroter Tönung (vor allem bei den Weibchen). Ring- und Nierenmakel sind weiß gerandet. Die Unterseite des Vorderflügels ist schwarz von der Flügelbasis bis über die Wellenlinie hinaus. Das Saumfeld ist hellbraun. Die beiden Felder treffen an der Kosta senkrecht aufeinander, seltener endet das schwarze Feld in einer gezähnelten Linie über die Adern hinweg.
Auf der Unterseite des Vorderflügels geht das schwarze Mittelfeld meist diffus und ohne scharfe Begrenzung in das hellere Saumfeld über. Auf dem Hinterflügel ist die schwarze randliche Binde relativ breit. Der innere Rand der Binde mündet meist schräg, nur selten fast rechtwinklig auf den Vorderrand. Hier kann sich die schwarze Beschuppung bis zur Basis hinziehen. Dies kann soweit gehen, dass nur noch ein schwarz gerandeter gelber Fleck übrig bleibt.
Die Eier sind gelblichweiß.
Die Raupe ist rötlich grau bis ockergelb oder auch grünlich grau bis hellgrünlich grau gefärbt. Die helle Rückenlinie ist verhältnismäßig schmal. Der Rücken trägt zudem sich nach hinten öffnende, U bis V-förmiger Rückenflecke. Das 12. Segment ist mit dicken, schwarzen Keilflecken versehen. Die ebenfalls hellen Seitenstreifen sind zum Rücken hin scharf dunkel begrenzt. Der verhältnismäßig kleine Kopf ist braun und weist schwarze Bogenstriche auf. Das kleine, braune Halsschild besitzt eine helle Mittellinie.
Puppe ist braun bis rotbraun gefärbt. Sie besitzt am Kremaster zwei Dornen.

### Ähnliche Arten
Die Janthe-Bandeule ist mit Hilfe von Merkmalen der Flügeloberseiten nicht sicher von der Janthina-Bandeule zu unterscheiden. Die schwarze Randbinde auf der Oberseite der Hinterflügel ist bei N. janthe meist schmaler. Der innere Rand der Randbinde stößt bei dieser Art fast rechtwinklig auf den Vorderrand. Von dort ziehen sich nur wenige oder gar keine schwarzen Schuppen zur schwarzen Beschuppung der Flügelbasis hin.
Bei erwachsenen Raupen von Noctua janthina sind die U- bis V-förmigen Zeichnungselemente auf dem Rücken weniger deutlicher ausgebildet als bei N. janthe. Die jüngeren Raupen (L2 bis L4) von N. janthina haben auf dem 3. bis 5. Segment in der Mitte des Rückens keine dunklen Flecke, die bei N. janthe-Raupen derselben Stadien vorhanden sind.

## Geographische Verbreitung und Lebensraum
Das genaue Verbreitungsgebiet ist bisher nur ungenügend bekannt. Die Art kommt in Mitteleuropa von Ost- und Südostfrankreich und einem Ausläufer in die Iberische Halbinsel hinein, über Italien, die Alpenländer, die Balkanhalbinsel, bis in die Ukraine und Weißrussland im Osten, Dänemark und Südschweden im Norden vor. In Südrussland gibt es ein größeres isoliertes Vorkommen. Von der Türkei zieht sich das Verbreitungsgebiet bis in das Kaukasusgebiet und den Iran, im Süden bis Israel.
Die Art kommt bis in eine Höhe von 2100 m über NN vor.

## Lebensweise
Die Janthina-Bandeule bildet eine Generation im Jahr, deren Falter von Ende Juli bis Anfang September fliegen. Die Falter fliegen gelegentlich schon am späten Nachmittag. Sie sind überwiegend dämmerungs- und nachtaktiv und kommen an künstliche Lichtquellen. Sie besuchen Blüten und kommen auch an den Köder. Die Eier werden in regelmäßigen Gelegen an Ästen abgelegt.
Die Raupen sind im Allgemeinen ab September zu finden. Die erwachsenen Raupen fressen während der Nacht, tagsüber ruhen sie versteckt in der Nähe des Bodens. Während der Nacht klettern sie wie die Raupen anderer Noctua-Arten oft mehrere Meter hoch auf Schösslinge von Bäumen (z. B. Silberpappel) sowie auf Büsche und Stauden. Genannt werden:
- Silber-Pappel (Populus alba)
- Große Brennnessel (Urtica dioica)
- Gewöhnlicher Spindelstrauch (Euonymus europaea)
- Rote Heckenkirsche (Lonicera xylosteum)
- ? Löwenzahn (Taraxacum officinale)

Die Raupen überwintern und verpuppen sich im Mai des darauffolgenden Jahres in einer Erdhöhle.

## Gefährdung
Die Art ist in Deutschland sehr häufig und nicht gefährdet.